# Большой Багама (аэропорт)
Междунаро́дный аэропо́рт Большо́го Бага́мы (англ. Grand Bahama International Airport) — частный аэропорт, расположенный в г. Фрипорте на острове Большой Багама на территории Багамских Островов. Международный аэропорт Большого Багамы — один из двух багамских аэропортов, в которых имеются пункты предварительного прохождения пограничного контроля США (US Border Pre-clearance facilities).

## Взлётно-посадочная полоса
Аэропорт располагает самой длинной ВПП на Багамах и может принимать самые крупные коммерческие самолёты. ВПП 06/24 длиной 3 359 метров (11 019 футов) с асфальтовым покрытием.

## Авиакомпании
- American Airlines
  - American Eagle (Майами)
- Bahamasair (Форт-Лодердейл, Нассау)
- Bimini Island Air  (Форт-Лодердейл, Уэст-Палм-Бич)
- Blue Panorama Airlines (Милан-Малпенса) [начиная с лета 2008 г.]
- Continental Airlines
  - Continental Connection, оператор — Gulfstream International Airlines (Форт-Лодердейл, Орландо, Уэст-Палм-Бич)
- Delta Air Lines
  - Delta Connection, оператор — Atlantic Southeast Airlines (Атланта)
- SkyKing (Providenciales)
- Spirit Airlines (Форт-Лодердейл)
- US Airways (Шарлотт, Нью-Йорк — «ЛаГардия», Филадельфия)